# 全国信用組合中央協会
一般社団法人全国信用組合中央協会（ぜんこくしんようくみあいちゅうおうきょうかい、略称：全信中協）は、東京都中央区に本店を置く信用組合の中央組織である。

## 概要
1959年に信用組合の中央機関として設立。
全国の信用組合の中央組織として、信用組合の健全な発展を図り、公共の利益を増進することを目的としている。
財務省・金融庁・その他の関係省庁・団体との窓口となり、信用組合に係る関係法令の施行や制度改正等の周知など、円滑な実施に向けての業務支援を行い、政府の施策等に対し、信用組合業界としての意見表明や要望活動も行っている。
信用組合業界の本部的な役割を担う立場であり、信用組合が多様化する顧客ニーズやフィンテックなどの高度化・複雑化する金融環境に適切に対応できるよう、信用組合の人材育成・職員の能力水準アップのための研修、通信教育、検定試験なども実施している。
2020年には、アジアの信用組合の連合体であるアジア信用組合連盟(Association of Asian Credit Unions)に正会員として加盟した。

## 主な業務内容
- 関係省庁との連絡・情報交換等の窓口
- 業界運営に関する理論研究と実際の調査、それらをベースにした建議や答申
- 関係法令の改正のための折衝等
- 各種金融業界団体との窓口